# Konversation
Konversation(컨버세이션)은 KDE 플랫폼을 기반으로 구축된 IRC(인터넷 릴레이 챗) 클라이언트이며 GNU GPL-2.0 이상의 조건에 따라 출시되는 자유 소프트웨어이다. Konversation은 현재 KDE Extragear 네트워크 모듈에서 유지 관리된다. 즉, 주요 KDE 응용 프로그램과 독립적인 자체 릴리스 주기가 있음을 의미한다. 이는 오픈수세, 페도라의 KDE 스핀 및 쿠분투와 같은 많은 주요 리눅스 배포판의 기본 IRC 클라이언트이다.

## 특징
Konversation은 IPv6 연결을 지원하고 SSL 서버 지원을 제공하며 블로피시 암호화를 지원한다. 또한 서로 다른 서버에 대해 별도의 ID를 사용하여 여러 서버 연결을 통한 ID 관리를 지원하고 하나의 창에 여러 서버와 채널을 표시할 수 있다. Konversation은 자동 UTF-8 감지 기능을 갖추고 있으며 다양한 채널에서 다양한 인코딩을 지원할 수 있다. 또한 메시지 알림을 위한 OSD(화면 디스플레이) 옵션이 있으며 채널 및 서버에 대한 북마크를 저장할 수 있다. Konversation은 색상, 텍스트 장식 및 테마 지정 가능한 별명 목록 아이콘을 지원한다. Konversation은 또한 D-Bus를 통해 셸 스크립트를 사용하여 스크립트 가능하며 별칭 지원 및 자동 이벤트에 대한 작업 시스템을 포함한다. 또한 각 사용자에 대해 임의의 색상을 선택하여 대화 창에서 다른 사용자를 식별한다.